# Parco nazionale di Yanbaru
Il Parco nazionale di Yanbaru (やんばる国立公園?, Yanbaru Kokuritsu Kōen) è un parco nazionale giapponese, posto nella prefettura di Okinawa.
Istituito il 15 settembre 2016, il parco comprende i villaggi di Kunigami, Ōgimi e Higashi, oltre alle acque circostanti, per un'ampiezza totale di 136.22 km2.